# Pour le Mérite

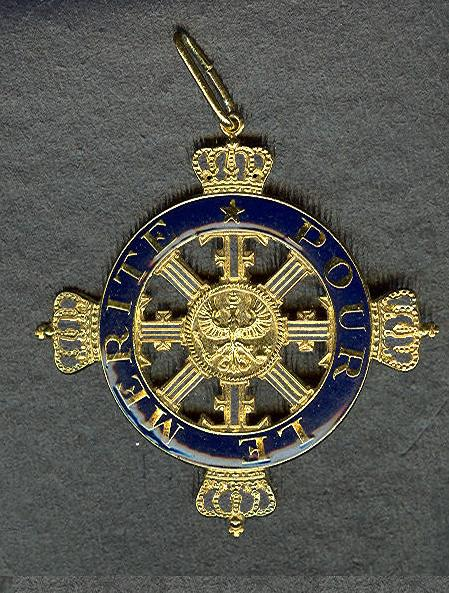
Pour le Mérite (civil version).

Pour le Mérite, förkortat PlM (franska: för förtjänst), informellt känd som Blå Max (tyska: Blauer Max), var en preussisk, sedermera tysk, orden som instiftades 1740 av kung Fredrik II den store av Preussen i samband med dennes tronbestigning. Orden har ett franskspråkigt namn eftersom detta var språket vid Preussens hov vid denna tid.
Ordenstecknet utgörs av ett i blått emaljerat malteserkors med ett krönt "F" på den översta armen och texten "Pour le Mérite" utspridd på de tre återstående. Det bärs i ett ordensband i svart och silver.

## Syfte
Pour le Mérite var ursprungligen en såväl civil som militär orden, men blev 1810 rent militär. År 1866 tillkom ett storkors. Den militära orden upphörde att delas ut 1918. År 1842 inrättade Fredrik Vilhelm IV av Preussen en ny civil variant avsedd för personer verksamma inom vetenskap och konst. Denna variant (vars ordenstecken är annorlunda utformat än det militära) återupprättades 1952 av förbundspresident Theodor Heuss och utdelas fortfarande i Tyskland.
Den militära varianten förknippas i dag kanske inte minst (bland annat genom filmer och annan populärkultur) med första världskriget, då den (populärt kallad Blauer Max) tilldelades många av de kända flygförarna i det unga tyska flygvapnet, bland andra Max Immelmann, Oswald Bölcke och Manfred "Röde Baronen" von Richthofen.

## Kända mottagare
- Axel Otto Mörner (1814)
- Carl Bolle
- Carl Fredrik von Cardell (1813)
- Carl Gustaf af Forsell (1813)
- Carl Johan af Wirsén (1813)
- Ernst Jünger (1918)
- Ernst Udet
- Erwin Rommel (1917)
- Fedor von Bock
- Fredrik Adlercreutz (1813)
- Gustaf Peyron den äldre (1813)
- Hermann Göring (1918)
- Hermann Hesse
- Johan Peter Molin[3]
- Lennart Reuterskiöld
- Lise Meitner (1957)
- Lothar von Richthofen
- Magnus Brahe (1813)
- Magnus Fredrik Ferdinand Björnstjerna (1813)
- Manfred von Richthofen
- Martin Walser
- Max Immelmann
- Oswald Bölcke
- Robert von Greim
- Stanislaus von Engeström (1813)
- Stig Strömholm
- Werner von Blomberg
- William Balck (1918)